# 釜岩駅
釜岩駅（プアムえき）は、大韓民国釜山広域市釜山鎮区にある釜山交通公社2号線の駅である。駅番号は220。「温総合病院」を副駅名としている。

## 駅構造
相対式ホーム2面2線の地下駅。フルスクリーンタイプのホームドアが設置されている。出入口は8箇所に設けられている。

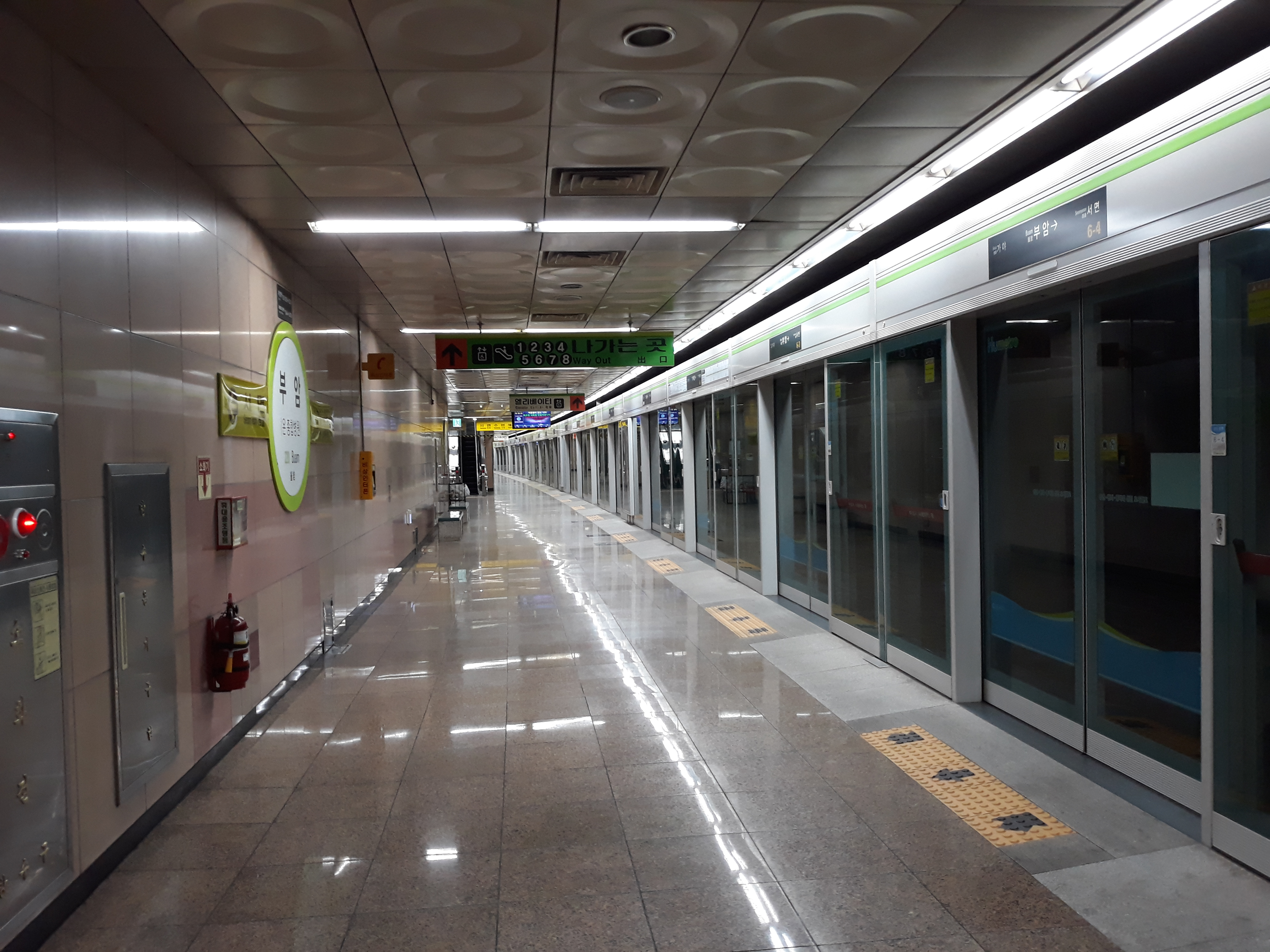
上りホーム（2018年7月）
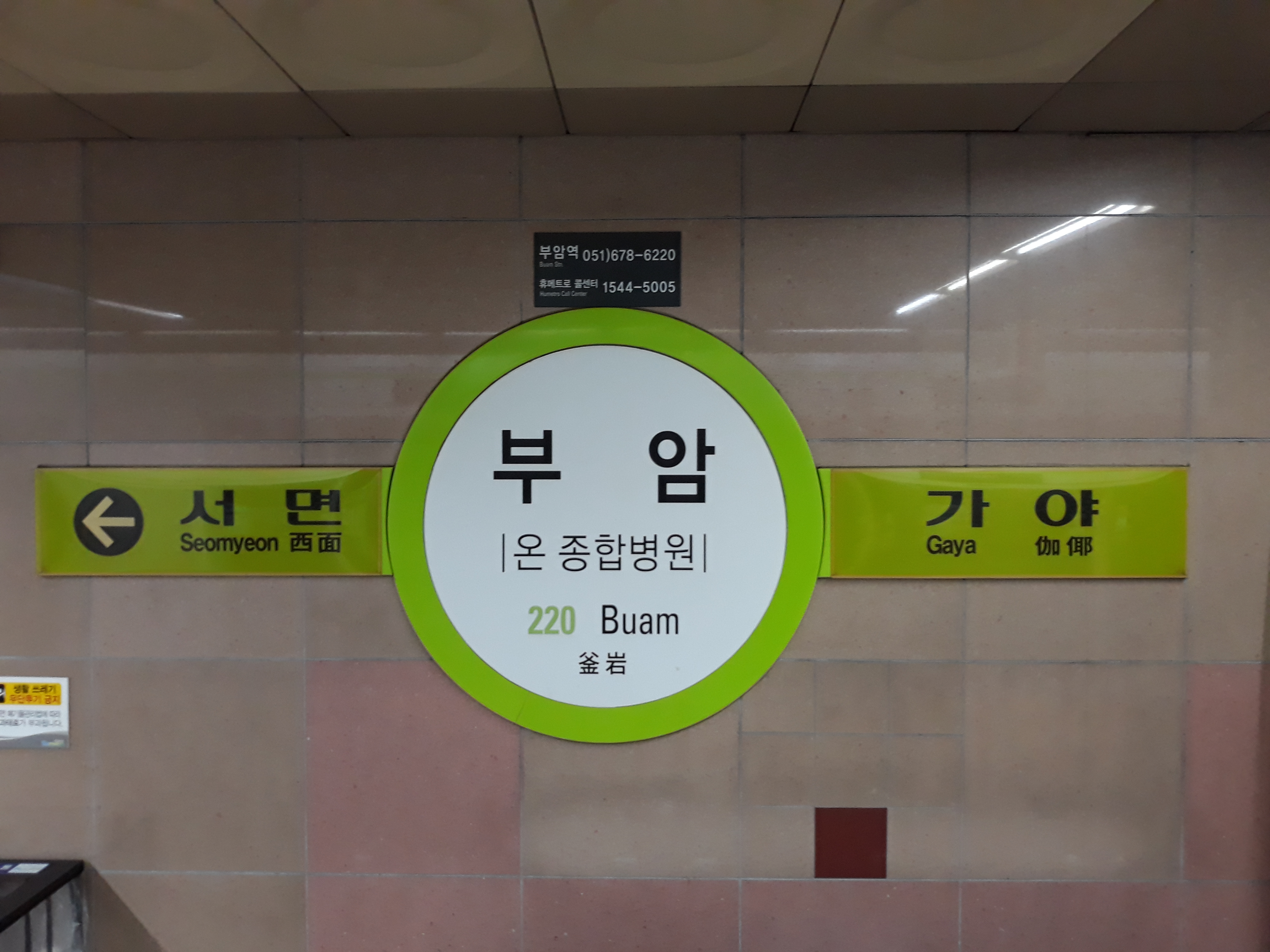
駅名標

### のりば
| 上り | 2号線 | 萇山方面 |
| 下り | 2号線 | 梁山方面 |

## 歴史
- 1999年6月30日 - 2号線開通に伴い開業。

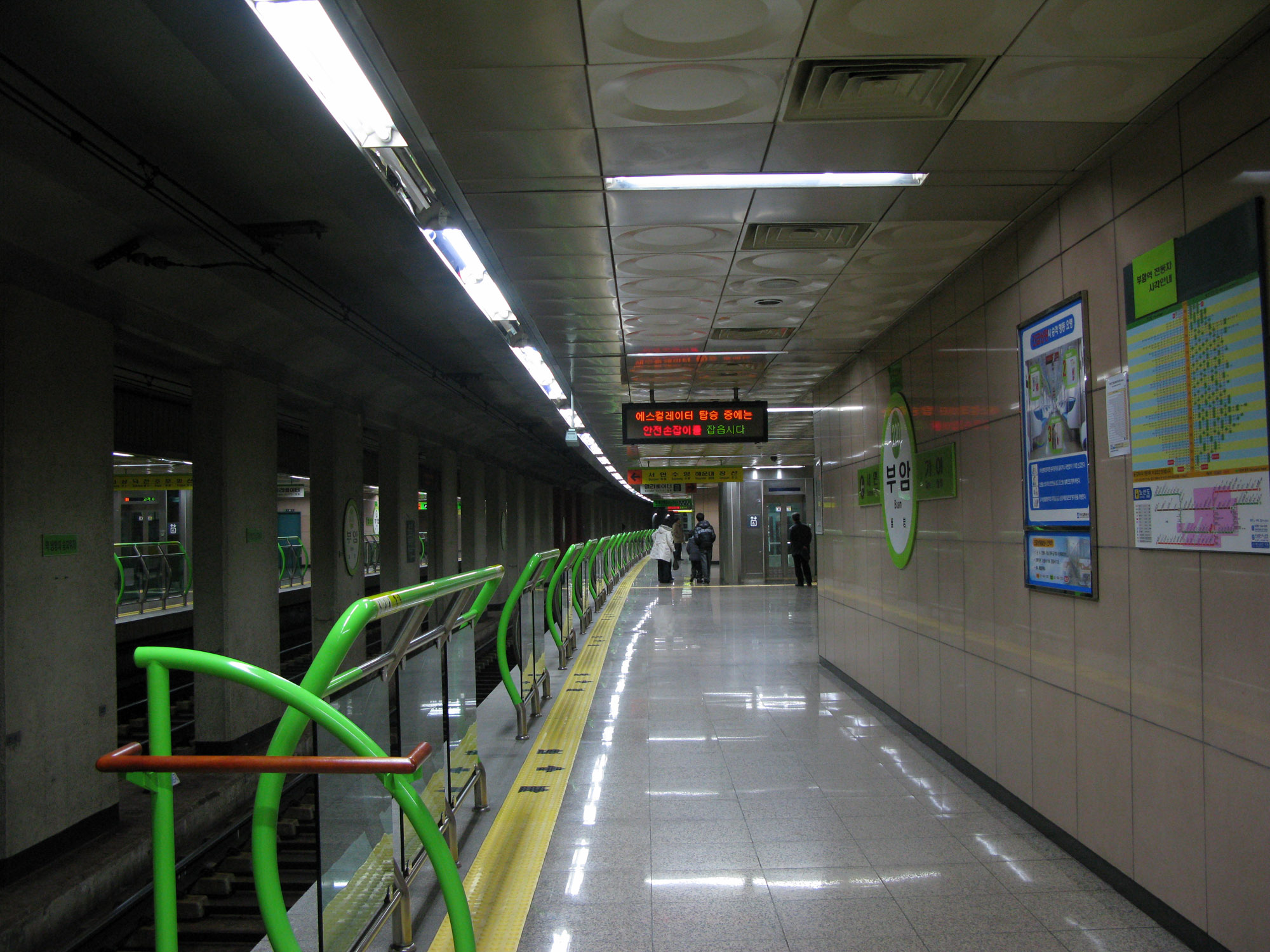
ホームドア設置前の上りホーム（2009年1月）
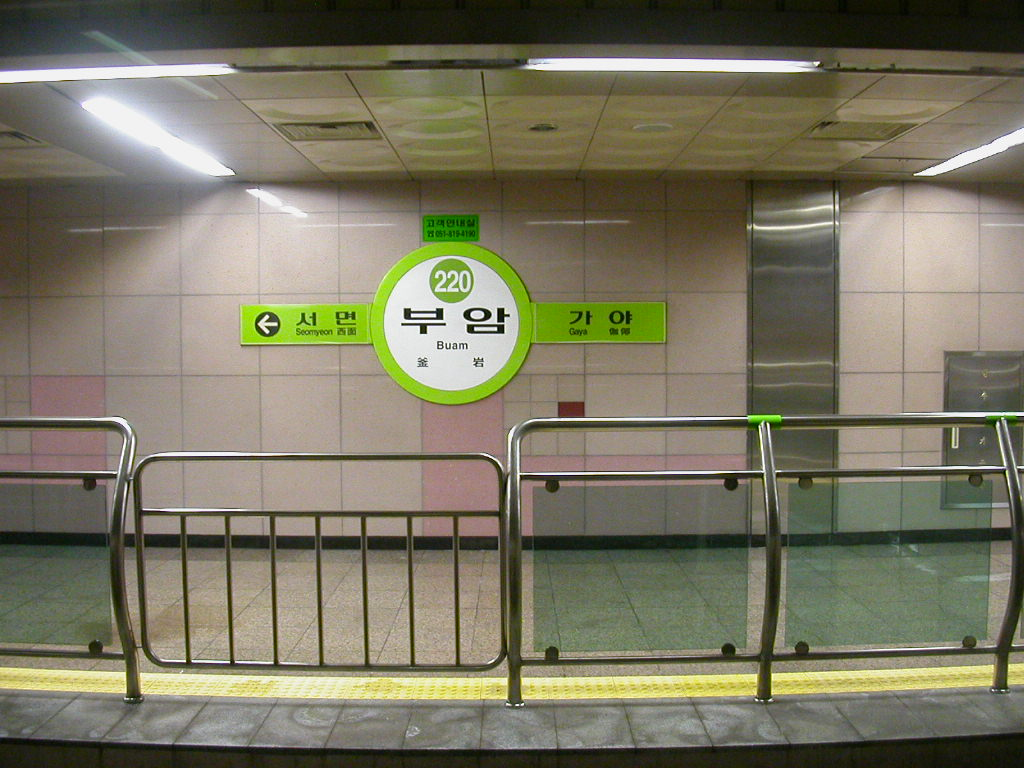
旧駅名標

## 駅周辺
- 釜山鎮区庁
- 温総合病院
- 釜田初等学校
- 西面中学校

## 隣の駅
釜山交通公社
 2号線
西面駅 (219) - 釜岩駅 (220) - 伽倻駅 (221)